# Hongu
Hongū (本宮町,Hongū-cho) was een gemeente in het District Higashimuro van de prefectuur Wakayama.
In september 2004 had de gemeente 3828 inwoners en een bevolkingsdichtheid van 18,76 inw./km². De oppervlakte van de gemeente bedroeg 204,06 km².
Op 1 mei 2005 hield de gemeente op te bestaan als zelfstandige entiteit toen het werd aangehecht bij de stad Tanabe samen met het dorp Ryujin.